# بيت شعفل (أرحب)

تعديل مصدري - تعديل

بيت شعفل هي إحدى قرى عزلة بني مرة بمديرية أرحب التابعة لمحافظة صنعاء، بلغ تعداد سكانها 346 نسمة حسب تعداد اليمن لعام 2004.